# Condado de Lincoln (Missouri)
O Condado de Lincoln é um dos 114 condados do estado americano de Missouri. A sede do condado é Troy, e sua maior cidade é Troy. O condado possui uma área de 1 659 km² (dos quais 26 km² estão cobertos por água), uma população de 38 944 habitantes, e uma densidade populacional de 24 hab/km² (segundo o censo nacional de 2000). O condado foi fundado em 1818.